# 홍달표
홍달표는 대한민국의 배우이자 모델이다.

## 출연

### 영화
- 《식스볼》(2020년) - 용 사장 역
- 《전설의 라이타》(2019년) - 마석준 역
- 《천문: 하늘에 묻는다》(2019년) - 방패군 장수 역
- 《마약왕》(2018년) - 펜트하우스 만취남 역
- 《울언니》(2014년) - 홍 형사 역
- 《나의 친구, 그의 아내》(2008년) - 직원 B 역
- 《경의선》(2007년) - 국회의원 보좌관 역
- 《백만장자의 첫사랑》(2007년) - 재경 아빠 역
- 《역전의 명수》(2003년) - 동료 변호사 역
- 《흑수선》(2001년) - 청년단원 역
- 《쉬리》(1999년) - OP특공 역

### 연극
- 《갈매기》
- 《루트64》
- 《리어왕》
- 《우르따인》
- 《크리스토퍼 빈의 죽음》
- 《그리고...아무도 없었다.》
- 《폭소춘향전》
- 《한여름밤에꿈》
- 《도마 안중근》
- 《개》

### 광고
- 한국투자증권
- KT
- KTF
- LG텔레콤
- 코업레즈던스
- B&Q주방가구
- 코카콜라
- 가그린
- X-켄버스
- 천년의약속(상황버섯주)
- 윤선생영어교실
- 뱅뱅아동복
- 삼성전자 해외홍보영상
- 포스코 기업홍보영상